# USS Swanson (DD-443)
Эскадренный миноносец «Свэнсон» (англ. USS Swanson (DD-443)) — американский эсминец типа Gleaves.
Заложен на верфи Charleston Navy Yard, 15 ноября 1939 года. Спущен 2 ноября 1940 года, вступил в строй 29 мая 1941 года. Выведен в резерв 6 марта 1946 года.
Из ВМС США исключён 1 марта 1971 года. Продан 29 июня 1972 года и разобран на слом.